# O Imparcial
O Imparcial é um jornal brasileiro da cidade de São Luís, capital do Maranhão. Faz parte dos Diários Associados, grupo fundado por Assis Chateaubriand. O jornal é líder absoluto no mercado maranhense, sendo o principal do estado com mais de 6 milhões de acessos em suas plataformas e isso se deve ao seu jornalismo profissional e independente fazendo jus ao nome. Tem como principal concorrente o Jornal Pequeno.

## História
Entrou em circulação em 1º de maio de 1926 e desde então até hoje, é o jornal mais antigo em circulação do Maranhão. Em 1944, foi adquirido pelos Diários Associados de Assis Chateubriand, onde permanece até hoje. Rapidamente se tornou um dos principais jornais do Estado. Em 1952 foi usado por Chateubriand para atacar Adalgisa Néri e o Partido Comunista Brasileiro, que se organizavam contra seus planos políticos. As acusações proferidas pelo jornal, eram, no entanto, exageradas.

## Cadernos
Diários
- Política
- Opinião
- Vida
- Ímpar
- Geral
- Esportes

Semanais
- Empreendorismo
- Você Gastrô
- Elite